# 蕾鈎鯰
蕾鈎鯰，為輻鰭魚綱鯰形目甲鯰科的其中一種，為熱帶淡水魚，分布於南美洲亞馬遜河中游、巴拉圭河及巴拉那河流域，體長可達11.8公分，棲息在底層水域，生活習性不明。

## 扩展阅读
維基物種上的相關：蕾鈎鯰